# Sietas Typ 28
Der Typ 28 ist ein Küstenmotorschiffstyp der Sietas-Werft in Hamburg-Neuenfelde.

## Geschichte

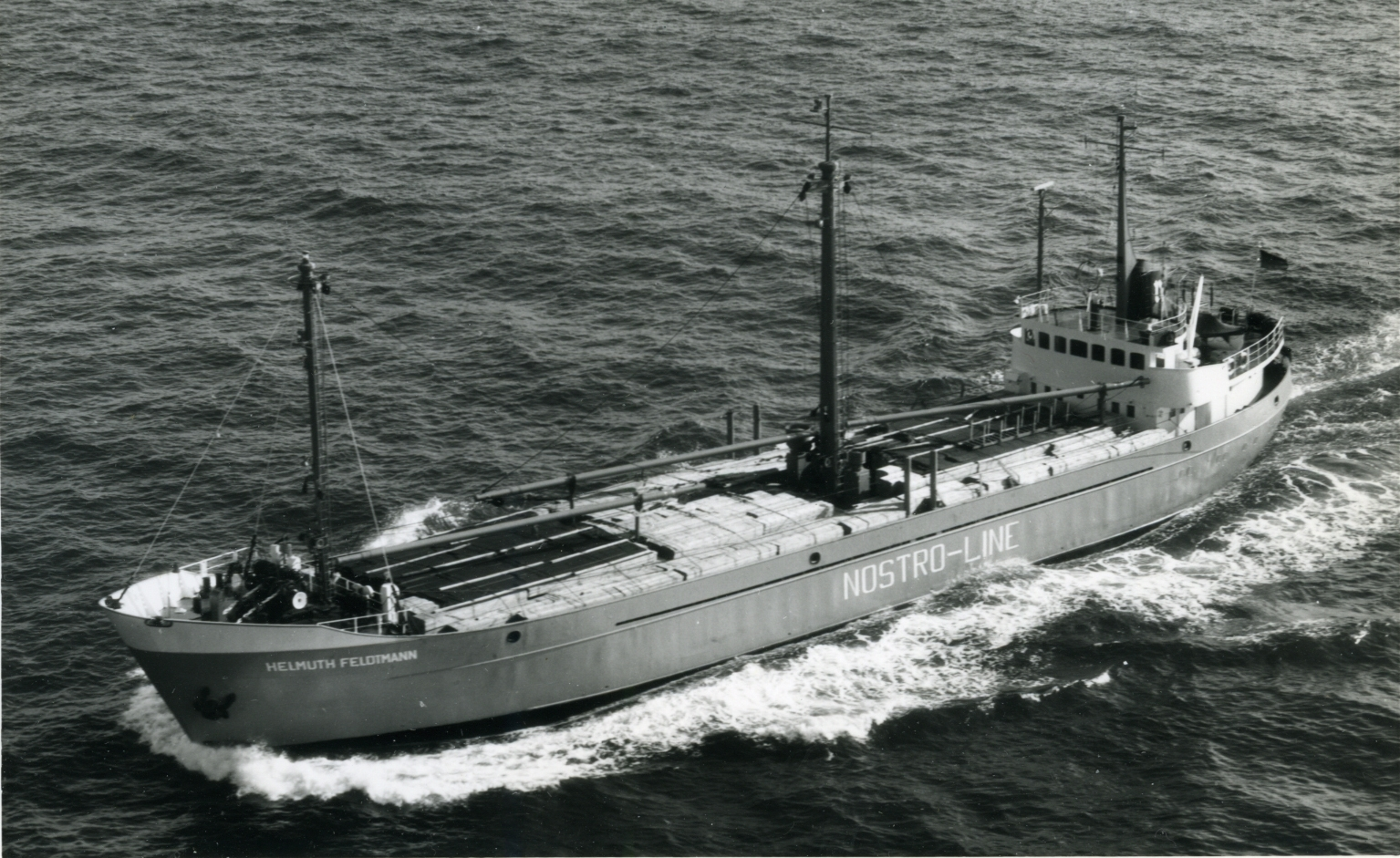
Die Helmuth Feldtmann

Der Typ 28 wurde in den frühen 1960er Jahren von verschiedenen Reedereien geordert und von 1961 bis 1968 in 16 Einheiten gebaut. Eingesetzt wurden die Freidecker anfangs vorwiegend in der kleinen und mittleren Fahrt. Durch Weiterverkäufe fand man sie später, teilweise umgebaut und zumeist ohne Ladegeschirr, weltweit in der Küstenfahrt. Mit Stand Januar 2023 ist noch mindestens ein Schiffe der Baureihe im Einsatz.

## Technik
Die zwei Laderäume mit einem Getreide-Rauminhalt von 1.983 m³ haben jeweils ein Zwischendeck und Lukengrößen von 19,25 Meter und 10,45 Meter Länge mal 6,40 Meter Breite. Durch die weitestgehend unverbaute Form des Laderaums mit geringem Unterstau ist der Schiffstyp auch in der Zellulose- oder Paketholzfahrt einsetzbar. Darüber hinaus besitzen die Schiffe eine ebene Tankdecke durch den durchgehenden Doppelboden. Es wurden einfache Lukendeckel aus Holz mit seefester Abdeckung aus Persenning verwendet. Serienmäßig erhielten die Schiffe drei Ladebäume mit einer Tragkraft von drei Tonnen.
Angetrieben werden die Schiffe der Baureihe von Viertakt-Dieselmotoren verschiedener Hersteller, die bei der Mehrzahl der Schiffe auf einen Festpropeller wirken.

## Die Schiffe
| Sietas Typ 28     | Sietas Typ 28 | Sietas Typ 28 | Sietas Typ 28          | Sietas Typ 28                                            | Sietas Typ 28 |
| Bauname           | Bau- nummer   | IMO- Nummer   | Stapellauf Ablieferung | Auftraggeber                                             | Umbenennungen und Verbleib |
| ----------------- | ------------- | ------------- | ---------------------- | -------------------------------------------------------- | --- |
| Jakob Becker      | 500           | 5167231       | 01.10.1961 25.10.1961  | Arnold Becker, Königreich                                | 1974 Klazina → 1983 Ina → 1984 Balmoral → 1989 Pirlant → 1995 Zafer → 1997 Nejati K, am 11. März 2014 zum Abbruch in Aliağa (Türkei) eingetroffen |
| Elbe              | 498           | 5100439       | 24.10.1961 15.11.1961  | Paul & Ernst August Rüsch, Hamburg                       | 1967 Kismet → 1989 Newbeg → 1990 Khaldoun S → 1993 Wadiah → 1994 Habakzi, am 10. Juni 1999 in Latakia in Brand geraten, im Oktober 2000 in Aruad (Syrien) verschrottet                                                                                     |
| Hildegard Bülow   | 516           | 5150616       | 28.10.1962 17.11.1962  | Hans-Günther Bülow, Reinbek                              | 1972 Schulau → 1976 Arosienne → 1977 Schulau → 1979 Douro → 1982 Arthos → 1/1997 Rainbow → 11/1997 Rainbow 1 → 2000 Sormovskiy, am 28. Juli 2012 zum Abbruch in Aliağa (Türkei) eingetroffen                                                               |
| Marwa             | 554           | 6515942       | 01.06.1965 30.06.1965  | Wilfried Waller, Schnee                                  | 1974 Sleipner, am 9. Juli 1976 vor Rozewie (Polen) im Nebel mit dem Frachter Marcelli Nowotko (IMO 5220928) kollidiert und auf Grund gesetzt, dort am 21. August 1976 in schwerer See zerbrochen.                                                          |
| Polaris           | 564           | 6523016       | 11.08.1965 01.09.1965  | Willi Lührs, Wischhafen                                  | 1974 Rien Teekman → 1977 Bianca W → 1981 Al Salam III → 2007 Umbau zum Viehtransporter Falcon I, am 31. Januar 2019 zum Abbruch in Aliağa (Türkei) eingetroffen                                                                                            |
| Hoheburg          | 579           | 6522969       | 22.08.1965 14.09.1965  | Julius Penns, Burg/Dithm.                                | 1976 Marianne C → 1993 Wilmar → 1997 Black Sea → 1998 Ocean Breeze 1 → 2004 Sea Taxi → 2009 Ophelia Brian, am 30. Dezember 2009 vor Key Biscayne (USA) als künstliches Riff versenkt                                                                       |
| Martha Ahrens     | 562           | 6522995       | 02.09.1965 25.09.1965  | Hans-Erich Ahrens, Bützfleth                             | 1975 Ruthensand → 1980 Santana → 1987 Ocean Sun → 1988 Kessma → 2002 Mareb, Zustand und Verbleib unklar |
| Hermann-Hans      | 559           | 6522957       | 11.09.1965 06.10.1965  | Hermann Behrens, Estebrügge                              | 1975 Paaschburg → 1987 Yathreb → 2006 Habary, am 1. April 2008 zum Abbruch in Adschman (VAE) eingetroffen |
| Birte Andreasen   | 566           | 6523987       | 02.10.1965 31.10.1965  | H. Andreasen, Kopenhagen                                 | 1968 Joseph Banks → 1978 Lae Chief → 1982 Piquero → 1998 Luis Felipe, am 27. Juni 1999 auf der Galápagos-Insel Isabela gestrandet, zum Abbruch nach Guayaquil (Ecuador) geschleppt und dort auf Reede am 25. November 2000 gesunken                        |
| Helmuth Feldtmann | 569           | 6611837       | 05.01.1966 29.01.1966  | Carl-Heinz Feldtmann, Hove                               | 1978 Estetor → 1984 Donsailor → 1984 Miss Mary M, 1999 im Schiffsregister gelöscht |
| Esther Andreasen  | 583           | 6622446       | 27.09.1966 13.10.1966  | Holger Andreasen, Kopenhagen                             | 1969 Aage Andreasen → 1976 Erik Boye, am 6. November 1979 im Mittelmeer nach Kollision mit der Golden Miranda (IMO 6925367) auf Position 36.10N, 04.16W gesunken                                                                                           |
| Charlotte         | 581           | 6622771       | 06.10.1966 22.10.1966  | Günter Kleige, Wedel                                     | 1989 An Bien 06 → 1993 Le Ngoc Thuy → 1998 Song Hau → 2006 Shipmarin 09, im September 2013 in Vietnam verschrottet |
| Wotan             | 582           | 6702284       | 22.10.1966 02.11.1966  | August & Walter Meyer, Wischhafen                        | 1991 Lore → 1993 Hela → 2011 Hein, so 2023 in Fahrt |
| Seefalke          | 592           | 6702272       | 12.11.1966 27.11.1966  | Hermann Raap, Hammelwarden                               | 1976 Athene → 1992 Firas M → 1996 Dalal B → 1999 Dana M → 2005 Umbau zum Viehtransporter Salver A → 2013 Al Hassna, am 1. Oktober 2021 in Port Hydob (Sudan) wegen offener Heuerforderung von der Besatzung aufgegeben, Zustand und Verbleib unklar        |
| Hein Schriewer    | 610           | 6703458       | 24.11.1966 08.12.1966  | Heinrich Schriewer, Neuhaus/Oste                         | 1974 Jebis → 1978 Sawa II → 1979 Hein Schriewer → 1982 Hein → 1986 Iris D → 1989 Ibis → 1990 Sable → 1995 Shannen → 1996 Arbi → 2005 Reenvi II, am 25. Januar 2010 zum Abbruch in Durrës (Albanien) eingetroffen und dort im März 2010 verschrottet        |
| Jæren             | 637           | 6703458       | xx.09.1968 02.10.1968  | Det Starvangerske Dampskibsselskab, Starvanger, Norwegen | 1981 Black Molly, am 16. Februar 1981 beim Entladen in Helsingborg (Schweden) gekentert, nach Panama verkauft und wieder in Fahrt gebracht, am 1. Mai 1985 auf der Fahrt von Tampico (Mexiko) nach Kingston (Jamaica) auf Position 20.05N, 83.20W gesunken |